# Interlands Iers voetbalelftal 1924-1929
Deze pagina toont een chronologisch en gedetailleerd overzicht van de interlands die het Iers voetbalelftal heeft gespeeld in de periode 1924 – 1929.

## Interlands

### 1924
| Olympische Spelen 1924 |
| ---------------------- |

|                                                                                  |           |                  |                 |                                                                                     |
| 28 mei Olympische Spelen Achtste finale № 1 «onderlinge duels» 16:00 uur (UTC+1) | Bulgarije | 0 – 1            | Ierse Vrijstaat | Stade de Colombes, Colombes Toeschouwers: 1.659 Scheidsrechter: Henri Henriot (FRA) |
| 28 mei Olympische Spelen Achtste finale № 1 «onderlinge duels» 16:00 uur (UTC+1) |           | 75' Paddy Duncan |                 | Stade de Colombes, Colombes Toeschouwers: 1.659 Scheidsrechter: Henri Henriot (FRA) |

|                                                                               |                 |              |                                   |                                                                                         |
| 2 juni Olympische Spelen Kwartfinale № 2 «onderlinge duels» 17:00 uur (UTC+1) | Ierse Vrijstaat | 1 – 2 (n.v.) | Nederland                         | Stade de Paris, Saint-Ouen Toeschouwers: 1.506 Scheidsrechter: Heinrich Retschury (AUT) |
| 2 juni Olympische Spelen Kwartfinale № 2 «onderlinge duels» 17:00 uur (UTC+1) | Frank Ghent 33' |              | 7' Ok Formenoij 104' Ok Formenoij | Stade de Paris, Saint-Ouen Toeschouwers: 1.506 Scheidsrechter: Heinrich Retschury (AUT) |

|  |  |  |  |  |  |  |  |  |

|                                                                   |                                                       |       |                  |                                                                                                 |
| 3 juni Vriendschappelijk № 3 «onderlinge duels» 15:00 uur (UTC+1) | Ierse Vrijstaat                                       | 3 – 1 | Estland          | Stade Olympique de Colombes, Colombes Toeschouwers: 3.000 Scheidsrechter: Yussuf Muhammad (EGY) |
| 3 juni Vriendschappelijk № 3 «onderlinge duels» 15:00 uur (UTC+1) | Paddy Duncan 15' Christy Robinson 48' Frank Ghent 69' |       | 37' Oskar Üpraus | Stade Olympique de Colombes, Colombes Toeschouwers: 3.000 Scheidsrechter: Yussuf Muhammad (EGY) |

|                                                                    |                  |       |                  |                                                                             |
| 14 juni Vriendschappelijk № 4 «onderlinge duels» 15:30 uur (UTC+1) | Ierse Vrijstaat  | 3 – 1 | Verenigde Staten | Dalymount Park, Dublin Toeschouwers: 3.700 Scheidsrechter: John Kelly (IRL) |
| 14 juni Vriendschappelijk № 4 «onderlinge duels» 15:30 uur (UTC+1) | Ned Brooks , 51' |       | ?                | Dalymount Park, Dublin Toeschouwers: 3.700 Scheidsrechter: John Kelly (IRL) |

### 1925
Geen interlands gespeeld.

### 1926
|                                                                     |                                                                |       |                 |                                                                                         |
| 21 maart Vriendschappelijk № 5 «onderlinge duels» 15:30 uur (UTC+1) | Italië                                                         | 3 – 0 | Ierse Vrijstaat | Stadio di Corso Marsiglia, Turijn Toeschouwers: 12.000 Scheidsrechter: Paul Ruoff (SUI) |
| 21 maart Vriendschappelijk № 5 «onderlinge duels» 15:30 uur (UTC+1) | Adolfo Baloncieri 13' Mario Magnozzi 36' Fulvio Bernardini 44' |       |                 | Stadio di Corso Marsiglia, Turijn Toeschouwers: 12.000 Scheidsrechter: Paul Ruoff (SUI) |

### 1927
|                                                                     |                 |       |        |                                                                                 |
| 23 april Vriendschappelijk № 6 «onderlinge duels» 15:30 uur (UTC+1) | Ierse Vrijstaat | 1 – 2 | Italië | Lansdowne Road, Dublin Toeschouwers: 20.000 Scheidsrechter: John Langenus (BEL) |
| 23 april Vriendschappelijk № 6 «onderlinge duels» 15:30 uur (UTC+1) | Bob Fullam 6'   |       | ?      | Lansdowne Road, Dublin Toeschouwers: 20.000 Scheidsrechter: John Langenus (BEL) |

### 1928
|                                                                      |                          |       |                                              |                                                                           |
| 12 februari Vriendschappelijk № 7 «onderlinge duels» 14:30 uur (UTC) | België                   | 2 – 4 | Ierse Vrijstaat                              | Sclessin, Luik Toeschouwers: 25.000 Scheidsrechter: Harry Kingscott (ENG) |
| 12 februari Vriendschappelijk № 7 «onderlinge duels» 14:30 uur (UTC) | R. Braine 39' Ledent 41' |       | 55', 75' White 57' Lacey 79' (pen.) Sullivan | Sclessin, Luik Toeschouwers: 25.000 Scheidsrechter: Harry Kingscott (ENG) |

### 1929
|                                                                     |                               |       |        |                                                                                |
| 20 april Vriendschappelijk № 8 «onderlinge duels» 15:30 uur (UTC+1) | Ierse Vrijstaat               | 4 – 0 | België | Dalymount Park, Dublin Toeschouwers: 15.000 Scheidsrechter: Stanley Rous (ENG) |
| 20 april Vriendschappelijk № 8 «onderlinge duels» 15:30 uur (UTC+1) | Flood 32', 72', 80' Byrne 89' |       |        | Dalymount Park, Dublin Toeschouwers: 15.000 Scheidsrechter: Stanley Rous (ENG) |

België · Bulgarije · Denemarken · Duitsland · Engeland · Estland · Finland · Frankrijk · Griekenland · Hongarije · Ierland · Italië · Joegoslavië · Letland · Litouwen · Luxemburg · Nederland · Noord-Ierland · Noorwegen · Oostenrijk · Polen · Portugal · Roemenië · Schotland · Sovjet-Unie · Spanje · Tsjecho-Slowakije · Turkije · Wales · Zweden · Zwitserland
FAI · A-internationals · Bondscoaches · Statistieken · Iers vrouwenelftal · Olympisch elftal · Ierland U21 · Ierland U20 · Ierland U19 · Ierland U18 · Ierland U17 · Ierland U16 · Vrouwen U17
1924 – 1929 ·
1930 – 1939 ·
1940 – 1949 ·
1950 – 1959 ·
1960 – 1969 ·
1970 – 1979 ·
1980 – 1989 ·
1990 – 1999 ·
2000 – 2009 ·
2010 – 2019 ·
2020 − 2029
EK 1988 · 
EK 2012 · 
EK 2016
WK 1990 · 
WK 1994 · 
WK 2002
1924 · 
1925 · 
1926 · 
1927 · 
1928 · 
1929 · 
1930 · 
1931 · 
1932 · 
1933 · 
1934 · 
1935 · 
1936 · 
1937 · 
1938 · 
1939 · 
1940 · 1941 · 1942 · 1943 · 1944 · 1945 · 
1946 · 
1947 · 
1948 · 
1949 · 
1950 · 
1951 · 
1952 · 
1953 · 
1954 · 
1955 · 
1956 · 
1957 · 
1958 · 
1959 · 
1960 · 
1961 · 
1962 · 
1963 · 
1964 · 
1965 · 
1966 · 
1967 · 
1968 · 
1969 · 
1970 · 
1971 · 
1972 · 
1973 · 
1974 · 
1975 · 
1976 · 
1977 · 
1978 · 
1979 · 
1980 · 
1981 · 
1982 · 
1983 · 
1984 · 
1985 · 
1986 · 
1987 · 
1988 · 
1989 · 
1990 · 
1991 · 
1992 · 
1993 · 
1994 · 
1995 · 
1996 · 
1997 · 
1998 · 
1999 · 
2000 · 
2001 · 
2002 · 
2003 · 
2004 · 
2005 · 
2006 · 
2007 · 
2008 · 
2009 · 
2010 · 
2011 · 
2012 · 
2013 · 
2014 · 
2015 ·
2016 ·
2017 ·
2018 ·
2019 ·
2020 ·
2021 ·
2022 ·
2023 ·
2024 ·
2025
Albanië ·
Algerije ·
Andorra ·
Argentinië ·
Armenië ·
Australië ·
Azerbeidzjan ·
België ·
Bolivia ·
Bosnië en Herzegovina ·
Brazilië ·
Bulgarije ·
Canada ·
Chili ·
China ·
Colombia ·
Costa Rica ·
Cyprus ·
Denemarken ·
Duitsland ·
Ecuador ·
Egypte ·
Engeland ·
Estland ·
Faeröer ·
Finland ·
Frankrijk ·
Georgië ·
Gibraltar ·
Griekenland ·
Hongarije ·
IJsland ·
Iran ·
Israël ·
Italië ·
Jamaica ·
Joegoslavië ·
Kameroen ·
Kazachstan ·
Kroatië ·
Letland ·
Liechtenstein ·
Litouwen ·
Luxemburg ·
Malta ·
Marokko ·
Mexico ·
Moldavië ·
Montenegro ·
Nederland ·
Nieuw-Zeeland ·
Nigeria ·
Noord-Ierland ·
Noord-Macedonië ·
Noorwegen ·
Oekraïne ·
Oman ·
Oostenrijk ·
Paraguay ·
Polen ·
Portugal ·
Qatar ·
Roemenië ·
Rusland ·
San Marino ·
Saoedi-Arabië ·
Schotland ·
Senegal ·
Servië ·
Slowakije ·
Sovjet-Unie ·
Spanje ·
Trinidad en Tobago ·
Tsjechië ·
Tsjecho-Slowakije ·
Tunesië ·
Turkije ·
Uruguay ·
Verenigde Staten ·
Wales ·
Wit-Rusland ·
Zuid-Afrika ·
Zweden ·
Zwitserland
België (2016) · 
Italië (2012) · 
Kroatië (2012) · 
Spanje (2012) · 
Zweden (2016)